# 終身刑
終身刑（しゅうしんけい）とは、自由剥奪と刑事施設への収監の刑期が終身におよぶ刑。
刑期が終身にわたる自由刑であり、仮釈放がない限り原則として終身服役する刑種である。これは刑期を定めない、あるいは刑期の上限を定めないという絶対的不定期刑を意味するわけではなく、刑期の終わりが無い、つまり刑期が一生涯にわたるものを意味する。
ただし、仮釈放制度との関係で無期刑と終身刑の関係について区別する整理と同一とする整理が見られる。前者は無期刑と終身刑を区別して仮釈放があるものを無期刑とし仮釈放がないものを終身刑とする整理であり、後者は無期刑と終身刑は概念的には同一でこれらと仮釈放制度との組み合わせが多様に存在するという整理がある。国際的文脈では無期刑と終身刑は概念的には同一でこれらと仮釈放制度との組み合わせが多様に存在するという整理のほうが混乱を生じにくいとされている。例えば英語では「Life（一生涯の） imprisonment（拘禁）」との語が充てられているが、英語のlife imprisonmentやドイツ語のlebenslange Freiheitsstrafeには仮釈放の制度が伴う場合とそうでない場合の双方が含まれているためであり、また刑の性格と刑期途中の条件付釈放である仮釈放制度は本来別個の独立した概念であるからである
。Life imprisonmentは訳語としては「無期懲役」「無期拘禁刑」「無期刑」「無期自由刑」などと訳されている。

## 行刑理論

### 分類
終身刑(無期刑)には仮釈放のない絶対的終身刑(絶対的無期刑)と仮釈放のある相対的終身刑(相対的無期刑)がある。
各国の刑法典や仮釈放法典を見れば、「仮釈放の資格が認められる最低の期間」は日本より長い場合が多いものの、多くの国において無期刑(終身刑)の受刑者には仮釈放の可能性が認められており、ドイツ刑法57条a、オーストリア刑法46条5項は15年、フランス刑法132-23条は18年、大韓民国刑法72条1項、
ルーマニア刑法55条1項は20年、ポーランド刑法78条3項、ロシア刑法79条5項、カナダ刑法745条1項、台湾刑法77条は25年、イタリア刑法176条は26年の経過によってそれぞれ仮釈放の可能性を認めている。一方でアメリカやイギリス、オランダ、中国などにおいては絶対的終身刑(絶対的無期刑)が存在している。これら諸外国の状況について、法務省は国会答弁や比較法資料において、「諸外国を見ると、仮釈放のない無期刑を採用している国は比較的少数にとどまっている」とかねてから説明してきたが、この事実は現在でもあまり周知されていない状況にある。
絶対的終身刑(絶対的無期刑)を採用している国でも、減刑や恩赦等の余地を残している場合が多い。また児童の権利に関する条約により、犯行時に18歳未満であった場合は絶対的終身刑(絶対的無期刑)は禁止となっている。

## 欧米における終身刑

### アメリカ
アメリカに23ある死刑廃止州では、絶対的終身刑（Life Imprisonment Without Parole）が最高刑となっている。殺人や性犯罪、児童虐待、麻薬密売などの重大犯罪が対象となる。
イリノイ州
イリノイ州では2011年1月に死刑廃止法案が議会で可決され、絶対的終身刑が最高刑となった。
テキサス州
テキサス州では2005年に死刑を存置しつつ絶対的終身刑が導入された。
ハワイ州
仮釈放の可能性がある終身刑が最高刑となっている。藤田小女姫殺害事件の被告人の日本人男性に終身刑が言い渡されている。

### イギリス
イギリスでは1969年の死刑廃止により終身刑が最高刑となった。
イギリスの終身刑には特定の罪（謀殺罪）に対して必要的に言い渡される必要的終身刑（Mandatory Life Sentence）と、裁判所の裁量によって言い渡される裁量的終身刑（Discretionary Life Sentence）がある。
イギリスでは終身服役命令（Whole Life Order）が言い渡されなかった場合、最低服役期間（Minimum Term＝Tariff）が設定される。最低服役期間経過後は仮釈放委員会（Parole Board）が仮釈放について判断する。

## 日本における終身刑の論議

### 概要
死刑には社会復帰の可能性はないが、現行刑法下における無期刑には社会復帰の可能性が残されるため、社会復帰の可能性を排した絶対的無期刑(絶対的終身刑)を導入すべきとの意見がある。これに関連した動向としては、2003年に「死刑廃止を推進する議員連盟」によって、仮釈放のない重無期懲役刑および重無期禁錮刑を導入するとともに、死刑の執行を一定期間停止し、衆参両院に死刑制度調査会を設けることを趣旨とする「重無期刑の創設及び死刑制度調査会の設置等に関する法律案」が発表され、国会提出に向けた準備がなされたが、提出が断念された。
しかし、2008年4月には同議連によって、再度「重無期刑の創設および死刑評決全員一致法案」が発表され、同5月には、同議連と死刑存続の立場から重無期刑の創設を目指す者とが共同して超党派の議員連盟「量刑制度を考える会」を立ち上げ、その創設に向けた準備を進めたが、国会議員の多数派の賛成は得られなかった。

### メリットとデメリット
絶対的終身刑(絶対的無期刑)をめぐっては、前述の効果を重視する立場の者から支持する意見が表明されている一方、死刑廃止派の一部から死刑と同様に人道上問題が大きいという意見が表明されているほか、死刑存置派の一部からも、「人を一生牢獄につなぐ刑は死刑よりも残虐な刑である」といった意見や、刑務所の秩序維持や収容費用といった面から、その現実性を疑問視する意見が表明されている。

### 主な意見
刑法第28条によれば、無期刑に処せられた者にも、10年以上服役し「改悛の状があるとき」は仮釈放を許可することができることとなっており、2023年末の時点で無期刑が確定し刑事施設に拘禁されている者の総数は1,669人である。
しかし、これは仮釈放の「可能性」を規定しているにとどまり、制度上将来的な仮釈放が前提として保証されているわけではない。また「改悛の状があるとき」とは、単に反省の弁を述べているといった状態のみを指すわけではなく、法務省令である「犯罪をした者及び非行のある少年に対する社会内における処遇に関する規則」28条の基準を満たす状態を指すものとされている。
しかし、無期刑受刑者に対するこのような仮釈放制度について、その運用状況を中心に実際の状況とは異なる誤認が流布され、それらが議論に少なからず影響を与えているのも事実である。
批判的意見
従前においては、十数年で仮釈放を許可された例が少なからず（特に1980年代までは相当数）存在しており、1967年～1989年の間で在所期間18年以内で仮釈放された無期刑仮釈放者は1,136人おり、約89%を占め、早い者では在所期間12年以内に仮釈放された者が64人いた。更には、昭和48年版犯罪白書によれば、少なくとも1970年～1972年の間に13人が在所期間10年以内に仮釈放されていた。
しかし、1990年代に入ったころから次第に運用状況に変化が見られ、2003～2006年では仮釈放を許可された者の中で刑事施設に在所していた期間が最短の者で20年以上25年以内であった。そして、2008年～2010年は最短の者で25年超え30年以内となり、2011年以降は2014年を除いて、最短の者が30年超え35年以内となっている。それに伴って、仮釈放を許可された者における在所期間の平均も、1980年代までは15年-18年であったものの、1990年代から20年、23年と次第に伸長していき、2004年には25年を超えていった。そして2007年以降、2008年を除いて、現在までのところ一貫して30年を超え、2022年においては40年を超えている。
さらに、過去においては、1985年の時点では刑事施設在所期間が30年以上の者は7人であったが、2023年12月31日現在では刑事施設在所期間が30年以上となる者は309人、加えて2014年から2023年までの刑事施設内死亡者（いわゆる獄死者）は276人という状況である。
そして、仮釈放された者の中に、50年を超えた者が2019年で2人、2020年で1人、2022年で3人いた。また、1880年（明治13年）2月27日に明治政府より赦免を受けるまで流罪の刑を八丈島で約53年間受刑した近藤富蔵より長く受けた者が2022年の判断時の在所年数が52年2月である者以外全員であった。
更に、2019年に仮釈放された無期刑受刑者の内、仮釈放審査による判断時の在所年数が61年（1957年に起こした強盗致死傷の罪状で熊本刑務所で服役していた80歳代無期刑受刑者）になる者がいた。この受刑者は5度にわたって仮釈放申請をしていたが、受け入れ先がないという理由で却下されていたが、2009年に導入された「特別調整」（高齢者や障害のある受刑者を福祉施設で受け入れる制度）により、福祉施設で受け入れることで、仮釈放の許可が下りたという経緯がある。その後、出所から1年で亡くなっている。
また、2022年は61年を超えて仮釈放された者が3人おり、仮釈放者の最長在所期間の記録を塗り替えた。最も長い期間は63年9月で2人（どちらも80代であり、それぞれ1人死者を出している。）であり、次いで63年7月（89歳で仮釈放。2度の殺人で死者を2人出している。仮釈放と判断された時は、熊本刑務所に収監されていた。）である。
なお、これらは仮釈放された者の中での記録であり、仮釈放審理で不許可になった者の記録を見ると、2021年の審理時点で在所65年0月の受刑者が存在し、現在確認できる最長服役記録はこちらの受刑者である。
しかし、このような変化が最近になるまであまり公にされてこなかったことから、「無期刑に処された者でも、10年や十数年、または20年程度の服役ののちに仮釈放されることが通常である」といった誤認が1990年代から2000年代において広まりを見せ、仮釈放のない無期刑（重無期刑）導入論の根拠のひとつとしてセンセーショナルに取り上げられるようにもなっていった。
その他の意見
他方で、絶対的終身刑(絶対的無期刑)の導入に反対の者を中心として、近年、無期刑受刑者における仮釈放について困難性を強調しすぎる意見も見受けられる。たとえば、「千数百人の無期刑受刑者が存在するにもかかわらず、近年における仮釈放は年間数人であるから、仮釈放率は0％台であり、ほとんどの受刑者にとって仮釈放は絶望的である」「2005年の刑法改正で、有期刑の上限が20年から30年となったため、無期刑受刑者は仮釈放になるとしても30年以上の服役が必定である」といったものがそれである。
たしかに、2023年末時点において、1,669人の無期刑受刑者が刑事施設に在所しており、同年における新たに仮釈放された者は4人であったため、これらの数字を使えば仮釈放率が0％台は真実ではあるが、これらの数字を使うことに問題があるとの指摘もある。
法務省の「無期刑受刑者の仮釈放の運用状況等」によれば、無期刑受刑者の内、約11.7％は仮釈放が可能となる10年を経過していない。また、仮釈放の対象になりにくい20年を経過していない者を加えると全体の約54％にあたる。
そのため、これらの者を対象に加えるのは計算手法的に問題があるとの指摘である。また、ある受刑者がその年に仮釈放とならなくても、その受刑者が生存する限りにおいて連続的に、仮釈放となる可能性は存し続けるため、単純な計算手法によって算定できる性質のものではないことを留意しなければならない。
また、参考までに2014年～2023年の間までに、仮釈放の審査で仮釈放が許された無期刑受刑者は、審査された無期受刑者全体の約21.0%である。前述の「2.6.3　許可基準」より、仮釈放に対する検察官の意見と懲罰回数により仮釈放になるかどうか左右されている。
前者は反対の場合、仮釈放になる確率が2割満たないのに対して、反対でない場合は3分の2近くが仮釈放される。また、後述の「マル特無期」（指定の対象は死刑求刑に対して無期判決が確定した場合や、特に悪質と判断した事件、再犯の可能性がある場合など）に指定された場合は、検察官意見は反対となる。そして、検察官の意見が「反対でない」と判断された仮釈放審査対象となった無期刑受刑者は全体で約15.6%（385人中60人）である。
後者は懲罰回数が無しの場合は、約41.4%が仮釈放となるが、懲罰回数が増えるにつれ低下していき、10回を超えた場合は1割に満たなくなる
また、刑法改正によって有期刑の上限が30年に引き上げられたといえども、現制度における30年の有期刑も絶対的な30年の有期刑ではなく、許可基準に適合すれば、30年の刑期満了以前に釈放することが可能であり、刑法の規定上はその3分の1にあたる10年を経過すれば仮釈放の「可能性がある」ことを留意しなければならない。
仮に、重い刑の者は軽い刑の者より早く仮釈放になってはならないという論法を採れば、30年の有期刑は、29年の有期刑より重い刑であるから、29年未満で仮釈放になってはならないということになり、その場合、仮釈放制度そのものの適用が否定されてしまうからである。
無期懲役の30年の有期刑の受刑者において、両者とも仮釈放が相当と認められる状況に至らなければ、前者は本人が死亡するまで、後者は30年刑事施設に収監されることになり、片方が矯正教育の結果仮釈放相当と判断され、もう片方はその状況に至らなければ、片方は相当と判断された時点において仮釈放され、もう片方は刑期が続く限り収監されることになるし、両者とも顕著な矯正教育の成果を早期に示せば、理論的にはともに10年で仮釈放が許可されることもありうるのであり、矯正教育の成果や経緯において場合によっては刑事施設の在所期間が逆転しうることは仮釈放制度の本旨に照らしてやむをえない面もある。

#### マル特無期
「特に犯情悪質等の無期懲役刑確定者に対する刑の執行指揮及びそれらの者の仮出獄に対する検察官の意見をより適正にする方策について（平成10年6月18日付の次長検事依命通達）」（通称「最高検マル特無期通達」）によるもので、検察に死刑を求刑された無期刑受刑者が事実上の対象者である。対象者は少なくとも380人に上る。この通達に基づき、検察がマル特無期刑受刑者の仮釈放に反対意見となった場合、対象者が仮釈放される可能性が低くなり、絶対的無期刑(絶対的終身刑)に近い状態となる。
ただし、検察の意見は絶対ではなく、仮釈放の決定権は、地方更生保護委員会であること、法務大臣の一般的指揮権（検察庁法14条本文）に基づき、法務省限りでその運用を変えられる可能性があるため、マル特に指定されたからといって仮釈放されないとは限らない。2014年～2023年、検察官意見が仮釈放に反対であったもの（248件）のうち、仮釈放を許されたものは38件（15.3％）であった。しかしながら、検察官意見が反対でないと判断される（63.3%）のと比べて、仮釈放のハードルが約4.1倍高くなっている事実がある。

## 終身刑のない国

世界の終身刑法。青で塗られた国には終身刑が存在しない
終身刑は合法
終身刑は合法だが、一定の制限あり
終身刑は違法
不明

## その他
2018年1月18日、マドラス高等裁判所は、終身刑の受刑者を妻の不妊治療の名目で2週間、一時釈放することを認めた。